# 大道安次郎
大道 安次郎（だいどう やすじろう、1903年5月1日 - 1987年1月11日）は、日本の経済学者、社会学者。専攻はマルクス主義及びアダム・スミス研究。関西学院大学教授。初代社会学部長、図書館長。

## 人物
福井県敦賀市出身。旧制敦賀商業学校（現福井県立敦賀高等学校）首席を経て、1927年関西学院高等商業学部（現関西学院大学）卒。同時に九州帝国大学へ進学し、1930年高等商業学部講師に就任。以後、助教授、教授となり、19944年、旧制大学法文学部教授に移籍。新制大学後、文学部教授となり、1960年の社会学部設立に際して中心的役割を果たし、初代社会学部長に就任。1972年定年退職。だが、おもにマルクス主義とアダム・スミスを研究した。
高島善哉、大河内一男と並んで、日本における本格的なアダム・スミス研究の第1世代と呼ばれ、水田洋、内田義彦、小林昇ら第2世代を先駆した。

## 著書
- 『スミス経済学の生成と発展』（1940）
- 『スミス経済学の系譜』（1947）
- 『国富論の草稿：その他』（1948）
- 『アメリカ社会学の潮流』（1948）
- 『アメリカ社会学の源流』（1958）
- 『日本社会学の形成』（1968）
- 『高田社会学』（1953）
- 『新明社会学』（1974）

## 参考
- 日本人名大辞典『大道安次郎』 - コトバンク